# Ea (Spagna)
Ea è un comune spagnolo di 810 abitanti situato nella comunità autonoma dei Paesi Baschi.